# 만평역
만평역(Manpyeong Station, 萬坪驛)은 대구광역시 서구 비산7동 만평네거리에 있는 대구 도시철도 3호선의 전철역이다. 서대구고속버스터미널과 정면으로 마주보고 있으며, 근처에 대구북부시외버스터미널, 만평시장 등이 있다.

## 특징
1번 출구 앞에 서대구고속버스터미널이 있으며, 중간 하차장이 만평역과 마주보고 있어서 터미널 접근성이 좋은 편이다. 남쪽으로 약 950m 떨어진 곳에 대구북부시외버스터미널이 있으며, 열차 내 안내방송에서도 이에 대해 언급한다.
기점인 칠곡경대병원역과 정확히 9km 떨어져 있는 역이다.
공단역처럼 이 역 주변에는 자동차 정비소와 윤활유 판매점이 많이 있다.

## 역명의 유래
역이 있는 네거리인 만평네거리에서 유래되었다.

## 역 구조
2면 2선의 상대식 승강장이 있는 지상역이다. 난간형 스크린도어가 설치되어 있다.

### 승강장
| 공단 ↑     |
| \| 상      |
| ↓ 팔달시장 |

| 상행 | ● 대구 도시철도 3호선 | 공단·매천시장·칠곡경대병원 방면 |
| 하행 | ● 대구 도시철도 3호선 | 팔달시장·서문시장·용지 방면     |

- 대합실을 지나서 반대편 승강장으로 횡단이 가능하다.

## 역사
- 2013년 10월 2일 : 만평역으로 역명 결정
- 2015년 4월 23일 : 대구 도시철도 3호선 개통과 함께 영업 개시

## 역 주변
| 나가는 곳 | 방면                                           |
| --------- | ---------------------------------------------- |
| 1         | 서대구고속버스터미널 만평시장 대구삼영초등학교 |
| 2         | 서대구초등학교 대구비산7동우체국               |

## 승차량 변동
| 노선  | 승차 인원 | 승차 인원 | 승차 인원 | 승차 인원 | 승차 인원 | 주석  |
| 노선  | 2015년    | 2016년    | 2017년    | 2018년    | 2019년    | 주석  |
| ----- | --------- | --------- | --------- | --------- | --------- | ----- |
| 3호선 | 2,050     | 2,321     |           |           | -         | [ 1 ] |

## 사진

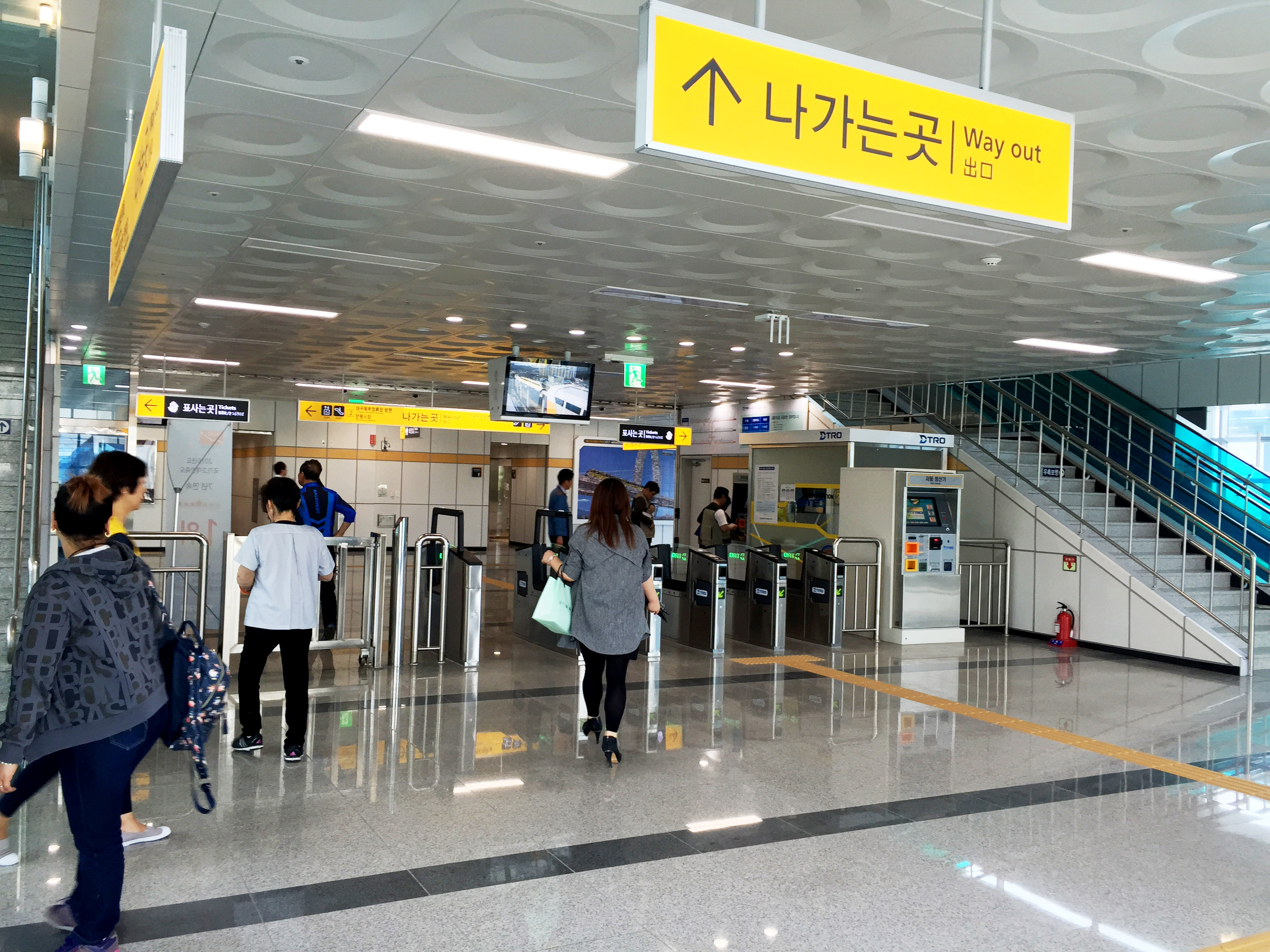
개찰구

## 인접한 역
| 대구 도시철도 3호선        | 대구 도시철도 3호선   | 대구 도시철도 3호선    |
| -------------------------- | --------------------- | ---------------------- |
| 322 공단 칠곡경대병원 방면 | ● 대구 도시철도 3호선 | 324 팔달시장 용지 방면 |